# 提姆·謝弗
提姆·謝弗（英語：Tim Schafer，1967年7月26日—）是出生於美國加州索諾瑪的電子遊戲設計師、以及遊戲公司Double Fine Productions的創立者。

## 經歷

### LucasArts時期
在加州大學柏克萊分校裡就讀電腦科學相關的課程時，提姆·謝弗便以開始在LucasArts遊戲公司（當時稱為Lucasfilm Games）裡工作。當時提姆·謝弗是以電話面試的方式與另一端的面試官大衛·福克斯對談，在面試過程中提姆·謝弗表示自己是Lucasfilm Games所發行的遊戲《Ballblaster》的愛好者，但立即被大衛·福克斯虧說他們所發行的遊戲是「Ballblazter」不是「Ballblaster」；而且只有市面上盜版遊戲才會寫成「Ballblaster」。但之後提姆·謝弗仍獲得同意寄送履歷，而提姆·謝弗是以漫畫塗鴉的風格、設計了一個像是文字冒險遊戲的內容作為自己的履歷表。
加入LucasArts時的提姆·謝弗起初多擔任一些遊戲作品的測試員，之後在公司同事羅恩·吉伯特在構思一部以海盜為題材的冒險遊戲《猴島的秘密》時；提姆·謝弗開始被提拔選為擔任作品中的劇本、對白撰寫及程式製作。起初《猴島的秘密》是一款內容較嚴肅的作品，但當時提姆·謝弗與同樣一起合作的戴夫·葛羅斯曼成功說服羅恩·吉伯特、讓遊戲裡添增各種幽默趣味的對白與內容。
之後提姆·謝弗首次擔任遊戲專案負責人的作品是與戴夫·葛羅斯曼聯手製作之1993年遊戲《瘋狂時代》，而1995年以重型機車為題材的冒險遊戲《極速天龍》則是首款提姆·謝弗個人主力完成的作品。
在1998年提姆·謝弗推出以3D遊戲畫面呈現、取材於墨西哥亡靈節文化的《神通鬼大》，雖然該作品拿下當年由GameSpot等媒體評列為年度最佳冒險遊戲等榮譽大獎，提姆·謝弗完成此遊戲後的2000年選擇離開LucasArts、另成立遊戲公司Double Fine Productions。

### Double Fine Productions時期
2005年提姆·謝弗發表了創建Double Fine Productions後的第一款遊戲《腦航員》，該作品之後獲得電子遊戲新聞網站Eurogamer評為當年度最佳遊戲之一。隨後在2007、2009年提姆·謝弗出面擔任了遊戲開發者首選獎大會上的主持人。而提姆·謝弗主持遊戲獎項一事；也被自家Double Fine Productions公司作為在2009年推出之網頁Flash小遊戲《Host Master and the Conquest of Humor》裡頭的惡搞題材。
後續2012年2月9日，提姆·謝弗在群眾募資網站Kickstarter上發表要為一項尚未決定作品名稱、計畫開發的新冒險遊戲籌備資金，而在發佈聲明不到24小時便成為Kickstarter網站成立以來第一個達到超過200萬美元贊助的計畫項目，該項目在募資時間結束後則累積到300多萬美元，最後該成品是2014年發行的《破碎時光》。
2015年3月5日提姆·謝弗同樣在當年遊戲開發者首選獎大會上擔任主持人，但當時提姆·謝弗開了一個會牽扯到該時期熱門的主題標籤「玩家門」的玩笑，而飽受支持「玩家門」內容話題擁護者的批評。

## 參與作品
- 聖戰奇兵（1989年）：測試員

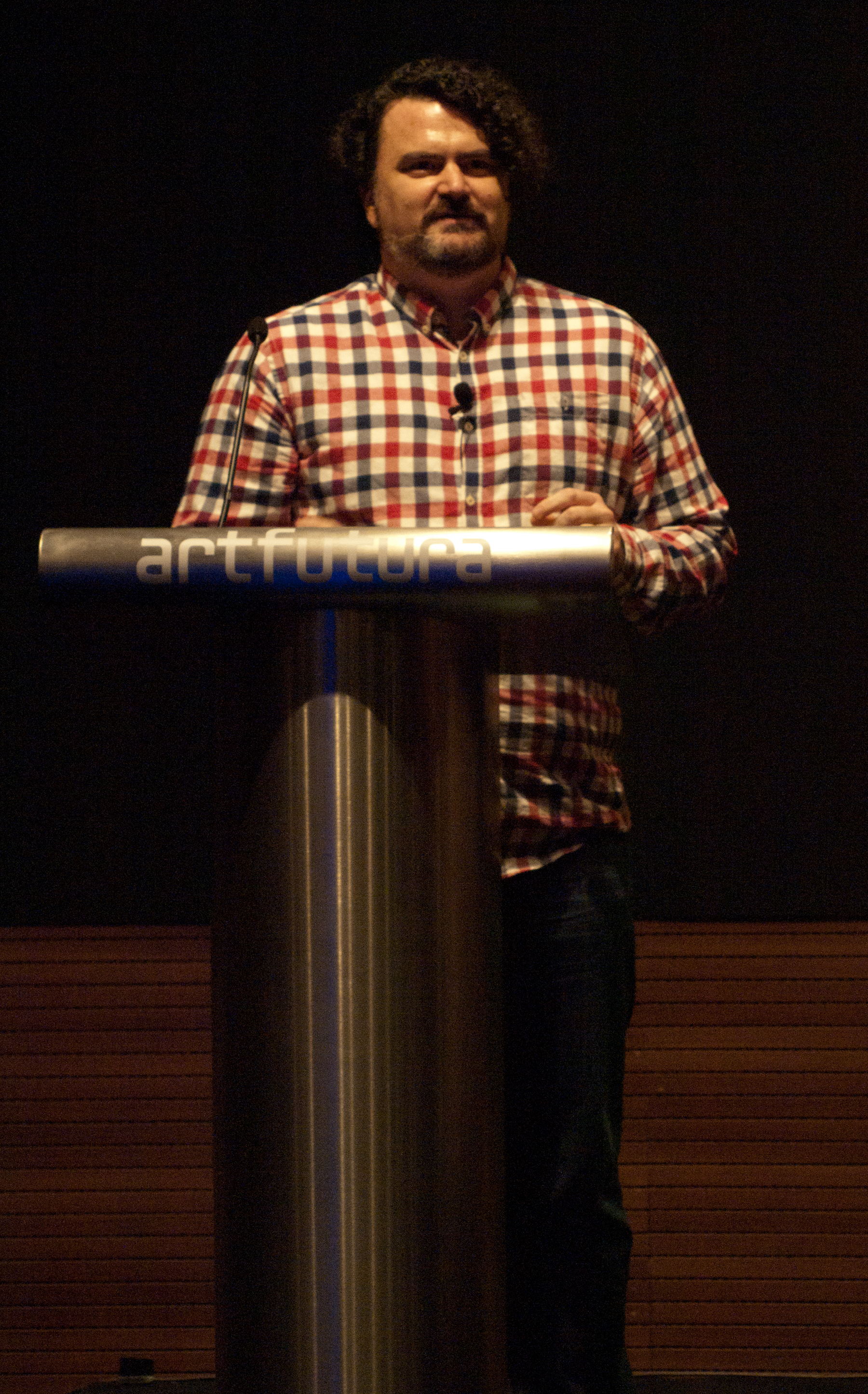
在2009年西班牙未來藝術節上演講的提姆·謝弗。

- 瘋狂大樓（1990年）：FC遊戲機版本程式員
- 猴島的秘密（1990年）：聯合遊戲劇本、遊戲程式、設計協助
- 猴島小英雄2：老查克的復仇（1991年）：聯合遊戲劇本、遊戲程式、設計協助
- 瘋狂時代（1993年）：聯合遊戲設計、聯合遊戲製作、聯合遊戲總監、聯合遊戲劇本
- 極速天龍（1995年）：專案負責、劇本、遊戲設計
- 猴島的詛咒（1997年）：遊戲設計協助
- 神通鬼大（1998年）：專案負責、劇本、遊戲設計
- 瘋狂世界（2005年）：創意總監、聯合遊戲劇本編譯、遊戲設計
- 惡黑搖滾（2009年）：創意總監、遊戲劇本、遊戲設計
- 萬聖節大作戰（2010年）：創意總監、遊戲劇本
- 套娃大冒险（2011年）：創意總監
- 鐵旅（2011年）：創意總監
- 芝麻街怪獸傳說（2011年）：創意總監
- 鬼屋（2012年）：配音
- Double Fine歡樂動作劇場（2012年）：遊戲總監
- 英雄製造（2012年）：遊戲總監
- Kinect Party（2012年）：創意總監
- 洞窟歷險（2013年）：設計室創意總監
- Dropchord（2013年）：創意總監
- 第九號太空站（2013年）：創意總監
- 破碎時光（2014年）：遊戲總監、遊戲劇本
- 萬聖節大作戰2（2014年）
- Massive Chalice（2014年）：遊戲總監
- 神通鬼大重製版（2014年）：創意總監

## 外部連結
- 提姆·謝弗的X（前Twitter）